# Bhutan ai Giochi olimpici
Il Bhutan ha partecipato per la prima volta ai Giochi olimpici nel 1984.
Gli atleti bhutanesi non hanno mai vinto medaglie ai Giochi olimpici estivi, mentre non hanno mai partecipato ai Giochi olimpici invernali.
Il Comitato Olimpico del Bhutan venne creato e riconosciuto dal CIO nel 1983.

## Medaglie alle Olimpiadi estive
| Giochi              | Oro | Argento | Bronzo | Totale |
| ------------------- | --- | ------- | ------ | ------ |
| Los Angeles 1984    | 0   | 0       | 0      | 0      |
| Seul 1988           | 0   | 0       | 0      | 0      |
| Barcellona 1992     | 0   | 0       | 0      | 0      |
| Atlanta 1996        | 0   | 0       | 0      | 0      |
| Sydney 2000         | 0   | 0       | 0      | 0      |
| Atene 2004          | 0   | 0       | 0      | 0      |
| Pechino 2008        | 0   | 0       | 0      | 0      |
| Londra 2012         | 0   | 0       | 0      | 0      |
| Rio de Janeiro 2016 | 0   | 0       | 0      | 0      |
| Tokyo 2020          | 0   | 0       | 0      | 0      |
| Parigi 2024         | 0   | 0       | 0      | 0      |
| Totale              | 0   | 0       | 0      | 0      |